# Gouvernement Nandi-Ndaitwah
Mbumba 
Le gouvernement Nandi-Ndaitwah est le gouvernement de la Namibie depuis le 22 mars 2025, dirigé par la présidente de la République Netumbo Nandi-Ndaitwah.
Le gouvernement est également composé de la vice-présidente Lucia Witbooi et du Premier ministre Elijah Ngurare. Il s'agit du premier gouvernement de l'histoire du pays à respecter une parité entre les hommes et les femmes.

## Contexte et formation
L'élection présidentielle de novembre 2024 voit la victoire de la candidate de la SWAPO, Netumbo Nandi-Ndaitwah, avec 58,07 % des voix dès le premier tour. Lors des élections législatives organisées simultanément, son parti conserve sa majorité absolue à l'Assemblée nationale, mais avec le plus faible nombre de sièges depuis l'indépendance de la Namibie en 1990.
Netumbo Nandi-Ndaitwah prend ses fonctions le 21 mars 2025, devenant la première femme présidente de l'histoire dans le pays. Elle annonce la formation de son gouvernement le lendemain, 22 mars. Elle nomme Lucia Witbooi à la vice-présidence de la République. Witbooi se voit confier à son portefeuille la supervision des fonctions liées aux communautés marginalisées et handicapées,. La fonction de Premier ministre revient à Elijah Ngurare, tandis que Natangwe Ithete est nommé à celle de vice-Premier ministre.
Par rapport au gouvernement précédent de Nangolo Mbumba, ce gouvernement est réduit à 15 ministères — contre 21 auparavant —. Mais aussi, ce nouveau gouvernement est le premier de l'histoire du pays à respecter quasiment la parité, avec sept femmes ministres, dont beaucoup à des postes stratégiques comme le ministère des Finances ou de l'Éducation. C'est également la première fois que la présidence et la vice-présidence sont occupées simultanément par des femmes,. La nomination d'Esperance Luvindao au ministère de la Santé et la reconduction Emma Theofelus à celui des Technologies de l'information et de la Communication est perçu également comme un des symboles du renouvellement de la classe politique de Namibie.

## Composition

### Président et ministres
| Fonction                                                                                        | Titulaire | Titulaire              | Titulaire              | Parti |
| ----------------------------------------------------------------------------------------------- | --------- | ---------------------- | ---------------------- | ----- |
| Présidente de la République                                                                     |           | Netumbo Nandi-Ndaitwah | Netumbo Nandi-Ndaitwah | SWAPO |
| Vice-présidente de la République                                                                |           | Lucia Witbooi          | Lucia Witbooi          | SWAPO |
| Premier ministre                                                                                |           | Elijah Ngurare         | Elijah Ngurare         | SWAPO |
| Vice-Premier ministre Ministre de l'Industrialisation, des Mines et de l'Énergie                |           | Natangwe Ithete        | Natangwe Ithete        | SWAPO |
| Ministre de la Défense et des Anciens combattants                                               |           | Frans Kapofi           | Frans Kapofi           | SWAPO |
| Ministre de l'Intérieur, de l'Immigration, de la Sûreté et de la Sécurité                       |           | Lucia Iipumbu          | Lucia Iipumbu          | SWAPO |
| Ministre des Relations internationales et du Commerce                                           |           | Selma Ashipala-Musavyi | Selma Ashipala-Musavyi | SWAPO |
| Ministre des Finances et des Prestations sociales                                               |           | Erica Shafudah         | Erica Shafudah         | SWAPO |
| Ministre de l'Agriculture, de la Pêche, de l'Eau et de la Réforme agraire                       |           | Mac-Albert Hengari     | Mac-Albert Hengari     | SWAPO |
| Ministre de l'Éducation, de l'Innovation, de la Jeunesse, des Sports, des Arts et de la Culture |           | Sanet Steenkamp        | Sanet Steenkamp        | SWAPO |
| Ministre de la Santé et des Services sociaux                                                    |           | Esperance Luvindao     | Esperance Luvindao     | SWAPO |
| Ministre de l'Environnement et du Tourisme                                                      |           | Indileni Daniel        | Indileni Daniel        | SWAPO |
| Ministre de Technologies de l'information et de la Communication                                |           | Emma Theofelus         | Emma Theofelus         | SWAPO |
| Ministre de l'Égalité des sexes et de la Protection de l'enfance                                |           | Emma Kantema           | Emma Kantema           | SWAPO |
| Ministre du Travail et des Transports                                                           |           | Veikko Nekundi         | Veikko Nekundi         | SWAPO |
| Ministre de l'Urbanisme et du Développement rural                                               |           | James Sankwasa         | James Sankwasa         | SWAPO |
| Ministre de la Justice et des Relations syndicales                                              |           | Fillemon Wise Emmanuel | Fillemon Wise Emmanuel | SWAPO |

### Vice-ministres
| Fonction                                                                                             | Titulaire | Titulaire               | Titulaire               | Parti |
| --- | --------- | ----------------------- | ----------------------- | ----- |
| Vice-ministre de la Défense et des Anciens combattants                                               |           | Charles Mubita          | Charles Mubita          | SWAPO |
| Vice-ministre des Relations internationales et du Commerce                                           |           | Jenelly Matundu         | Jenelly Matundu         | SWAPO |
| Vice-ministre de l'Éducation, de l'Innovation, de la Jeunesse, des Sports, des Arts et de la Culture |           | Dino Ballotti           | Dino Ballotti           | SWAPO |
| Vice-ministre de l'Industrialisation, des Mines et de l'Énergie                                      |           | Gaudentia Kröhne        | Gaudentia Kröhne        | SWAPO |
| Vice-ministre de l'Égalité des sexes et de la Protection de l'enfance                                |           | Linda Bayoli            | Linda Bayoli            | SWAPO |
| Vice-ministre de l'Urbanisme et du Développement rural                                               |           | Eveline Nawases Taeyele | Eveline Nawases Taeyele | SWAPO |

### Autres membres
| Fonction                                                         | Titulaire          | Parti              |
| ---------------------------------------------------------------- | ------------------ | ------------------ |
| Procureur général                                                | Festus Mbandeka    | Festus Mbandeka    |
| Directeur général de la Commission nationale de planification    | Kaire Mbuende      | Kaire Mbuende      |
| Secrétaire du Cabinet                                            | George Simataa     | George Simataa     |
| Directeur général du Service central de renseignement de Namibie | Benedictus Likando | Benedictus Likando |